# Guardia Nacional de París

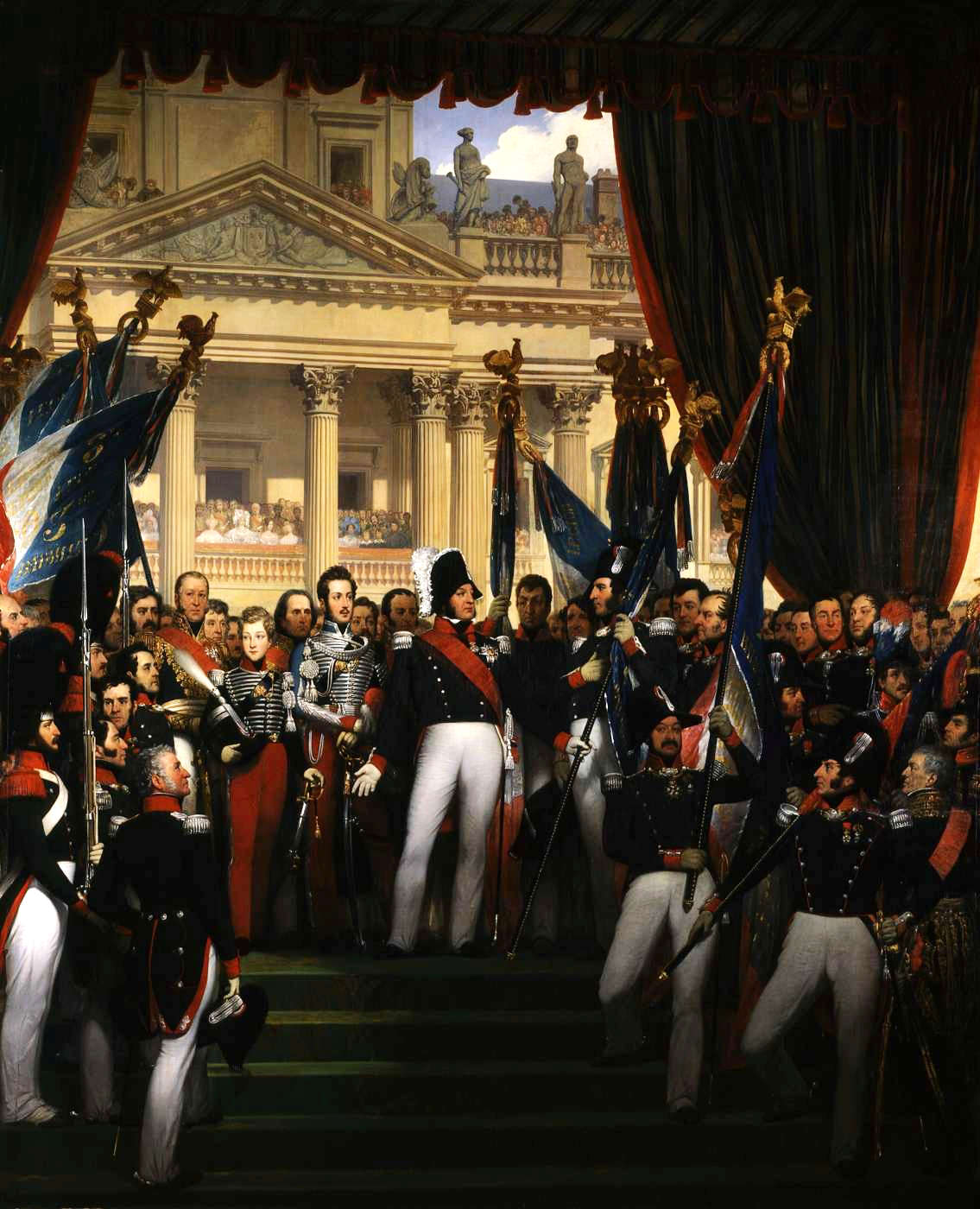
Luis Felipe de Orleans entrega las banderas a la Guardia Nacional de París tras la Revolución de 1830 (óleo, Joseph-Désiré Court, 1834).

La Guardia Nacional de París es el nombre dado durante la Revolución francesa a la milicia de ciudadanos formada en París, cuyo modelo se extendió a cada ciudad del país para conformar la Guardia Nacional de Francia.

## Creación
Debido a los desórdenes y pillajes que proliferaban en París, el 13 de julio de 1789, los electores de la capital se reunieron en el hotel de ciudad y optaron por la creación de una milicia compuesta de burgueses para asegurar la conservación del orden y la defensa de los derechos políticos.
El 15 de julio de 1789, La Fayette fue elegido por los ciudadanos activos al puesto de comandante en jefe de esta milicia, que nombró Guardia Nacional.
Cada ciudad de Francia deseaba poseer su propia Guardia Nacional.

## Organización
Los oficiales de la Guardia Nacional eran elegidos, pues la ley del 14 de octubre de 1791 obligaba a todos los ciudadanos activos así como sus niños de por lo menos de dieciocho años de edad a incorporarse a la Guardia Nacional. Su papel era la conservación del orden público, y accesoriamente la defensa del territorio. Los ciudadanos guardaban sus armas y su uniforme en su casa, y las sacaban cuando la necesidad se hacía sentir allí. Al comienzo de la Revolución, los Guardias Nacionales fueron llamados monos debido al uniforme azul turquí que llevaban.

## Papel durante la Revolución francesa
La Guardia Nacional sucedió al acecho real en su papel de conservación del orden. Por otra parte, el último caballero del acecho, La Rothière, fue elegido su cabeza en 1791.
Después de la abolición de la monarquía el 21 de septiembre de 1792, la Guardia Nacional empezó a tomar partido por la Revolución.
La Guardia Nacional de París tuvo un papel importante para consolidar la dictadura de la capital sobre el Congreso de diputados, que fue obligado a ceder ante la fuerza de las bayonetas "patrióticas".
Después del 27 de julio de 1794, la Guardia Nacional estuvo sometida al control de los monárquicos, y procuró derribar el Directorio en el momento de la Insurrección monárquica del 5 de octubre de 1795. Batida por Napoleón Bonaparte, sus armas fueron retiradas y perdió toda influencia.

## Historia durante el Imperio y la Restauración
Napoleón desconfió de esta fuerza burguesa, tan capaz de mantener el orden y de reprimir los motines que derribaran el poder establecido. Es por eso que crea la Guardia Municipal de París, fuertemente militarizada. No obstante, no suprime a la Guardia Nacional, y se contenta con desarmarla. La guarda en reserva y puede movilizarla para la defensa del territorio, lo que se efectuará en 1809 y 1814.
Bajo la Restauración, la Guardia Nacional es mantenida por Luis XVIII. Pero los burgueses que la componen manifiestan una hostilidad abierta hacia la monarquía borbónica, y Carlos X la disuelve en 1827. Pero se descuida de desarmarla, y sus fusiles vuelven a salir en 1830 en el momento de las Tres Gloriosas.